# Morpho marginatus
Morpho marginatus är en fjärilsart som beskrevs av Le Moult 1933. Morpho marginatus ingår i släktet Morpho och familjen praktfjärilar. Inga underarter finns listade i Catalogue of Life.